# Bertrand Herz
Pour les articles homonymes, voir Herz.
Bertrand Herz, né le 24 avril 1930 dans le 18e arrondissement de Paris et mort le 20 mai 2021 à Paris, est un ingénieur français et professeur d'université d'origine juive qui a effectué des travaux forcés à l'adolescence dans le camp de concentration de Buchenwald. À partir de 2001, il est secrétaire général de l'association française Buchenwald Dora et Kommandos et il fut de 2001 à 2016 président du comité international Buchenwald-Dora et Kommandos.

## Biographie

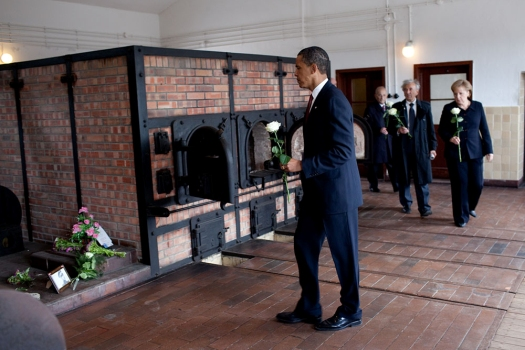
Barack Obama, Angela Merkel, Elie Wiesel et Bertrand Herz à Buchenwald le 5 juin 2009.

### Enfance et formation
Bertrand Pierre Robert Herz naît le 24 avril 1930 dans le 18e arrondissement de Paris, du mariage de Willy Herz, né le 21 février 1883 à Paris, ingénieur chez Alstom, qui est un acteur majeur de l’électrification du réseau ferré français, et de Louise Lambert, née le 12 octobre 1893 à Paris. Louise Lambert dont la famille est originaire de Metz est la fille de Mayer Lambert, hébraïsant et collaborateur d'Ernest Renan et l'arrière petite-fille de Salomon Ulmann, grand-rabbin de France sous le Second Empire. Son grand-père paternel est un banquier allemand qui choisit de s'installer en France. Il a un frère Jean-Claude Herz, né le 26 mai 1926 dans le 18e arrondissement de Paris et mort le 18 août 2016 à Paris, et une sœur Françoise Herz, née le 31 octobre 1924 à Paris et morte le 2 avril 2014. Ils habitent 10 rue de la Fontaine au Vésinet (Yvelines),
Il fait ses études secondaires, comme son frère Jean-Claude Herz, au lycée Condorcet,.
Jean-Claude Herz, en première A1 à Condorcet, porte l’étoile jaune en juin-juillet 1942. Il se souvient que le lundi 8 juin, premier jour ouvrable d’application de l’ordonnance, certains élèves non juifs de sa classe portent une étoile jaune avec la mention zazou. Le proviseur fait cesser ce geste de solidarité.
Bertrand Herz est élève de Cinquième A7 en juin 1942. Il raconte : « Souvenirs sûrs : lorsque j’arrive la première fois avec l’étoile au petit lycée Condorcet, je ne perçois aucune réaction hostile, mais plutôt de l’étonnement et de la sympathie ; en tout cas, immédiatement, un ou des camarades me disent : tu vas avoir deux gardes du corps si on t’insulte ; je me vois effectivement descendre la rue d'Amsterdam jusqu’à la gare Saint-Lazare avec mes deux gardes du corps [des camarades de classe] ; je ne me rappelle pas si cela a duré longtemps ; apparemment, personne ne m’a jamais insulté ; dans ma classe, j’avais par ailleurs remarqué une deuxième étoile, il s’appelait Worms. Un jour, je ne me rappelle pas la date exacte, quelques-uns de mes camarades se fabriquent des étoiles en papier jaune portant la mention “potache”, descendent avec moi la rue d'Amsterdam, parcourent la salle des pas perdus, toujours avec moi et ma véritable étoile, jusqu’à ce que des adultes les avertissent des dangers de telles manifestations ; les étoiles de papier disparaissent alors. Souvenirs peut-être déformés : en juin ou juillet 1942, est-ce la distribution des prix, l’appel des félicités du conseil de discipline, je ne peux le confirmer, dans une salle où sont réunis parents et élèves, on appelle : Herz, Kosierowski et Krivine (Gérard Krivine) ; les trois élèves cités, tous porteurs de l’étoile, montent sur l’estrade ; je me rappelle des applaudissements particulièrement nourris ».

### Arrestation et déportation
La famille a fui en 1942, à Toulouse, dans la zone libre. Ils habitent au 112, avenue des Minimes et Bertrand étudie au lycée de la ville.
Jean-Claude Herz raconte : « Il avait moins peur en juin-juillet 1942 au Vésinet et à Paris que, quelques mois plus tard, réfugié à Toulouse. Son explication est la suivante : à Paris, sa famille avait joué le jeu de la légalité (elle s’était fait recenser et respectait les ordonnances). Lui-même était inconscient du danger, pour partie en raison de la confiance qui l’unissait à des « parents aimants et responsables », pour partie sous l’effet d’une passion pour l’astronomie, qui l’amenait à accorder plus d’importance aux états du ciel qu’aux événements historiques. Lorsqu’un jour, rue du Havre, un militaire allemand regarde son étoile et lui demande le chemin de l’Opéra, il n’éprouve, dit-il, « aucune émotion particulière. À Toulouse, sa famille ne se disait plus juive et cette dissimulation entraînait une sourde angoisse ».
Âgé de 14 ans, Bertrand Herz est arrêté, avec ses parents et sa sœur, par la Gestapo le 5 juillet 1944, interné temporairement à la caserne Caffarelli de Toulouse puis déporté au camp de concentration de Buchenwald avec son père (convoi n°81 du 30 juillet), tandis que sa mère et sa sœur ont été transférées au camp de concentration de Ravensbrück. Il reçoit le no 69592 de prisonnier et est logé dans le bloc 61 du camp. Avec son père, il effectue des travaux forcés à l'usine d'avions Junkers dans le camp satellite de Niederorschel. Son père meurt le 27 janvier. Bertrand Herz est évacué de ce camp le 1er avril 1945 lors d'une marche de la mort qui le mène au camp de Buchenwald, dont il est libéré le 11 avril 1945 par la 3e armée américaine.
Il se considère comme un « miraculé ». De son côté, son frère Jean-Claude Herz est le seul membre de la famille à ne pas avoir été déporté.

### Retour en France
Quelques semaines après la Libération, Bertrand Herz revient en France, où sa sœur est également retournée alors que sa mère est morte au camp de concentration de Ravensbrück le 29 décembre 1944.
Bertrand Herz reprend ses études au lycée Condorcet en 1945 puis intègre après une classe préparatoire l'École polytechnique en 1951, où il obtient son diplôme d'ingénieur en 1953 ; il sort 160e de sa promotion de l’X.
Il entre au commissariat de la Marine nationale, où il est commandant de la réserve pendant plusieurs années. Pendant cette période, en 1958, il approfondit ses connaissances en informatique et se spécialise dans les activités d'organisation, de conseil et de gestion, toujours dans le domaine de l'informatique. Après avoir quitté la Marine, il travaille, pendant quatre années pour une compagnie d'assurance. Puis, il entre dans le groupe Thomson, où il reste vingt ans, de 1965 à 1985 ; il y crée, en 1965, un service informatique de gestion.
Après sa carrière professionnelle, sur la base de ses qualifications, il est nommé professeur à l'Institut technologique de l'université de Paris-V en 1985, où il enseigne l'informatique jusqu'en 1994, année de sa retraite.
Au cours des années suivantes, il prend une part active dans la représentation des anciens prisonniers du camp de Buchenwald et en devient un membre de la direction ; il est secrétaire général de l'association française Buchenwald Dora et Kommandos à partir de 2001 et président du comité international Buchenwald-Dora et Kommandos de 2001 à 2016.

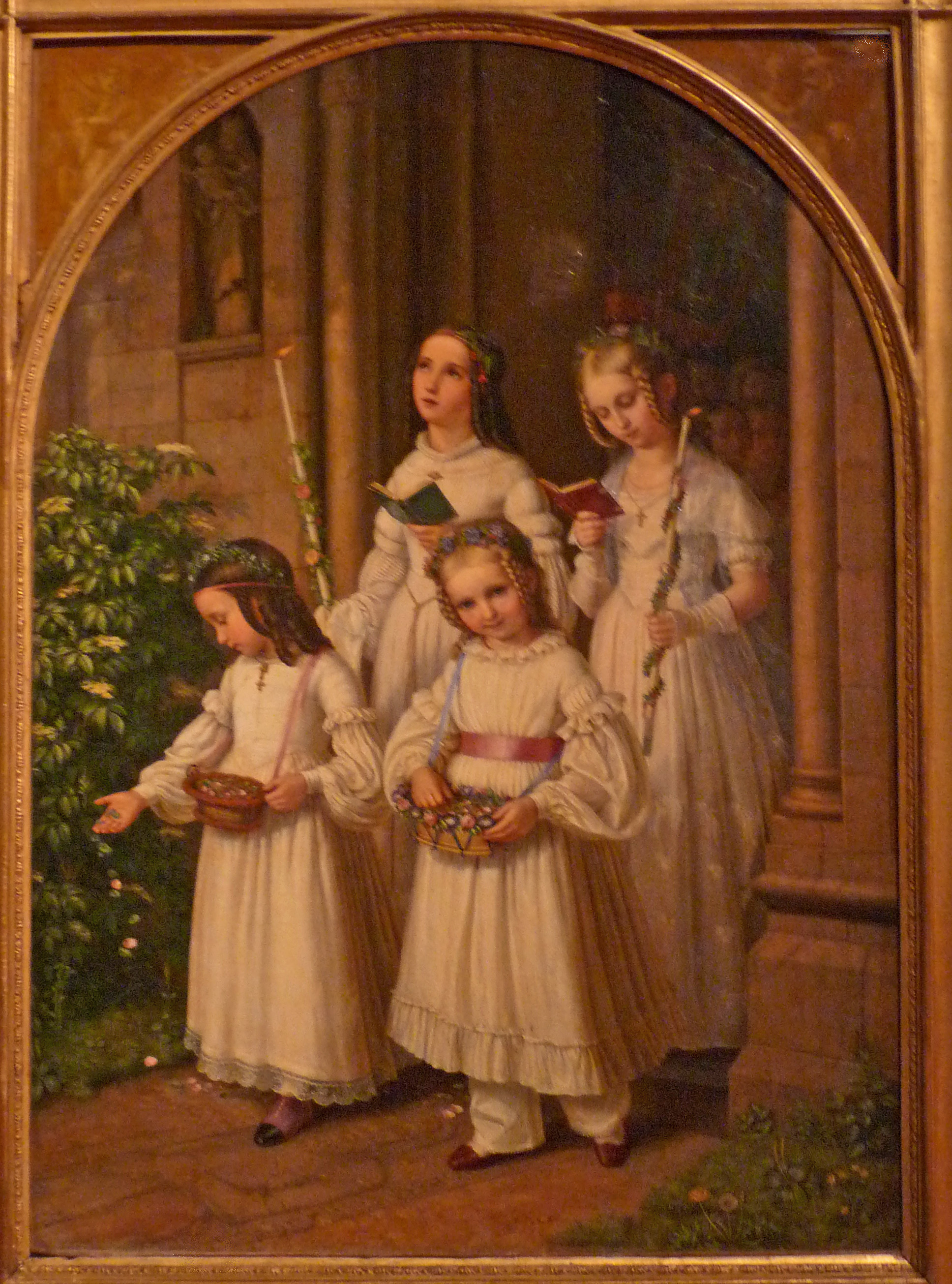
Première communion.

En 2015, lui est rendu le tableau Première communion, spolié par les Nazis et peint par son arrière-grand-père Gottlieb Herz (1810-1897), tableau qu'il connaissait par sa présence dans la maison familiale lorsqu'il était enfant,.
Bertrand Herz meurt le 20 mai 2021 à Paris. Son épouse, Marie-Jeanne, fille de l'ingénieur hydrographe général André Gougenheim, est morte en 2018.

## Distinctions
Bertrand Herz est nommé chevalier dans l'ordre national du Mérite en septembre 2006 et chevalier dans l'ordre national de la Légion d'honneur par décret du 31 décembre 2010,.
La ville de Weimar, en Allemagne, lui décerne, le 3 octobre 2009, le titre de citoyen d'honneur et il reçoit l'ordre du Mérite du Land de Thuringe, en avril 2010.